# Eupsychellus peridesma
Eupsychellus peridesma är en fjärilsart som beskrevs av Charles Oberthür 1880. Eupsychellus peridesma ingår i släktet Eupsychellus och familjen juvelvingar. Inga underarter finns listade i Catalogue of Life.